# Eugenio Mastrandrea
Eugenio Mastrandrea, född 9 december 1993, är en italiensk skådespelare.
Mastrandrea har bland annat medverkat i TV-serierna From Scratch och La fuggitiva. Han har även medverkat i filmen The Equalizer 3.

## Filmografi (i urval)
- 2021 – La fuggitiva (TV-serie)
- 2022 – From Scratch (TV-serie)
- 2023 – The Equalizer 3